# Pavel Cebanu
Pavel Georgievich Cebanu - em russo, Павел Георгиевич Чебану (Reni, 28 de março de 1955) é um ex-futebolista, treinador de futebol e dirigente esportivo ucraniano naturalizado moldávio. É o atual presidente da Associação Moldávia de Futebol.
Seu sobrenome de origem romena (daí o fato dele possuir cidadania moldávia) também é grafado como Ciobanu.

## Carreira
Cebanu, que na época de jogador atuava no meio-campo, defendeu apenas uma equipe na carreira: o Zimbru Chișinău, entre 1973 e 1985. Pelo clube (na época, chamado de Nistru), foram 341 jogos e 45 gols marcados. Nunca recebeu convocações para defender a Seleção Soviética, mesmo vivendo boa fase no Nistru.
Após sua precoce aposentadoria, Cebanu engatou uma carreira de treinador, começando-a em 1990, no mesmo Nistru, permanecendo por um ano. Comandou ainda Sperantsa Nisporeny, Amok e Olimpia Satu Mare até 1997, ano em que foi eleito presidente da Associação Moldávia de Futebol, onde permanece até hoje.
Nos Prêmios do Jubileu da UEFA, Cebanu foi eleito, em novembro de 2003, o melhor jogador moldávio dos 50 anos da entidade.